# Verena Kerth

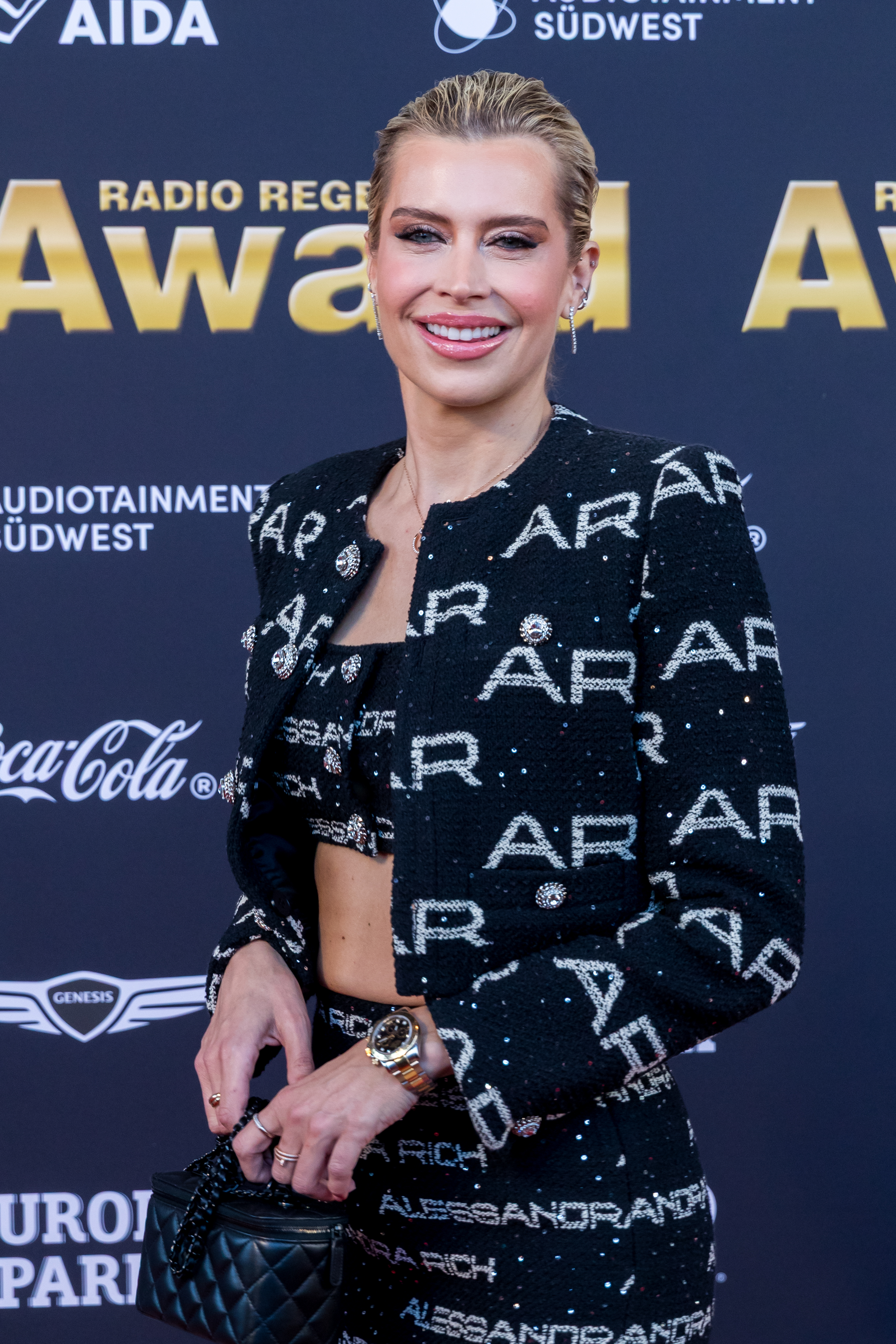
Verena Kerth (2025)

Verena Kerth (* 18. Juli 1981 in München) ist eine deutsche TV- und Radiomoderatorin, Reality-TV-Darstellerin und Model.

## Leben
Kerth absolvierte zu Schulzeiten Praktika bei TV München und Radio NRJ. Nach der Schule machte Verena Kerth 1998 eine Ausbildung zur Management-Assistentin und arbeitete nebenbei in der Promidisco P1. Dort lernte sie den Fußballtorwart Oliver Kahn kennen. Ihre Beziehung erregte Aufsehen, da Kahn seine hochschwangere Frau Simone für Kerth verließ. Beide waren von 2003 bis 2008 liiert.
Kerth geriet 2014 erneut in die Medien, als bekannt wurde, dass sie für Geschenke, die sie während dieser Beziehung erhalten hatte, Steuern nachzahlen musste.
Ab März 2008 moderierte Kerth zusammen mit Bene Gutjan beim Radiosender Energy München die Energy Samstags Show. Eine Zeit lang war sie auch Co-Moderatorin der Energy-Morgenshow. Sie moderierte auch beim Sender Premiere und als Co-Moderatorin The Dome und Top of the Pops. Daneben hatte sie Gastauftritte bei den TV-Formaten Dancing on Ice 2007, Das perfekte Promi-Dinner 2010 und 2014, Promi Shopping Queen 2012, Guidos Shopping Queen des Jahres 2014, als prominente Shopping-Begleitung, Menschen bei Maischberger 2014 oder bei Mein Mann kann zusammen mit Martin Krug, ihrem Partner von 2009 bis 2013, der zuvor mit Veronica Ferres verheiratet gewesen war. Seit 2015 arbeitet sie als Moderatorin bei Sat.1 Gold und moderiert für den Sender verschiedene Schlager-Sendungen. Im Jahr 2021 war sie Gast in der Sendung Die Superhändler.
Sie arbeitet außerdem als Fotomodel für Fashion und Lifestyle-Produkte. Im August 2013 war Kerth Covergirl der deutschen Ausgabe des Playboys.
Im Dezember 2013 reiste sie in Der VIP-Bus – Promis auf Pauschalreise für RTL durch Italien. Im Januar 2023 nahm Kerth an der 16. Staffel von Ich bin ein Star – Holt mich hier raus! teil. Sie musste als Erste das Dschungelcamp verlassen. Das Ende einer Mitte 2022 begonnenen Liaison mit dem Sänger Marc Terenzi wurde Mitte 2024 bekannt.
Von Mai bis Juni 2025 moderierte Kerth die Sendung My Style Rocks auf Sport1.

## Medien-Präsenz

### TV-Auftritte
- 2004: Co-Moderation The Dome (RTL II)
- 2004: MTV Moderation US Charts
- 2005: Reise nach Jerusalem (RTL II)
- 2005: Co-Moderation Top of the Pops (RTL)
- 2005–2006: Moderation „Win“ (Premiere)
- 2006: Formel 1 Monaco Berichterstattung (RTL)
- 2007: Red Bull X-Fighters (RTL2)
- 2007: Stars auf Eis (ProSieben)
- 2010: Das perfekte Promi-Dinner (VOX)
- 2010: Die Promi-Kocharena (VOX)
- 2011: Das Model und der Freak (ProSieben)
- 2012: Promi Shopping Queen (VOX)
- 2013: Der VIP-Hundeprofi[14] (VOX)
- 2013: Projekt Paradies[15] (ProSieben)
- 2013: Der VIP-Bus – Promis auf Pauschalreise (RTL)
- 2013: Sat.1 Frühstücksfernsehen (Sat.1)
- 2013: Der große Pro7-Jahresrückblick (ProSieben)
- 2014: Jungen gegen Mädchen[16] (RTL)
- 2014: Menschen bei Maischberger[17] (ARD)
- 2014: Das perfekte Promi-Dinner (VOX)
- 2014: Guidos Shopping Queen des Jahres (VOX)
- 2015: Après Ski Hits Silvesterparty (RTL II)
- 2017: Grill den Henssler (VOX)
- 2021: Die Superhändler (RTL)
- 2023: Ich bin ein Star – Holt mich hier raus! (RTL)
- 2024: Promi Big Brother (Sat.1)
- 2025: The 50 (Prime Video)
- 2025: My Style Rocks (Sport1)

### Radiomoderationen
- 2004: Radio FFH
- 2008: Energy Toast Show
- 2008: Energy in the Park
- 2008: Energy Wiesn Radio
- 2008–2017: Energy Samstag Show
- 2009: Energy Wiesn Radio
- 2010: Energy Wiesn Radio
- 2021: munich.fm

### Print-Medien
- 2008: Bild-Strecke „Christkindlmärkte im Test“[18]
- 2009: Bild-Strecke „Verena trifft…“[19]
- 2010: Bild-Strecke „Verena kocht…“[20]
- 2013: Playboy-Strecke (Cover)[21]